# Air Tractor AT-802
AT-802 — серія сільськогосподарських літаків, виробництва американської компанії Air Tractor («Повітряний трактор»).
Розробка почалася в липні 1989 року. Перший політ виконав 30 жовтня 1990 року.
Турбогвинтовий моноплан з низько розташованим крилом і триточкове посадкове шасі з підкілевою стійкою. Гвинт п'ятилопатевий реверсивний металевий Hartzell з постійною частотою обертання.
Оснащується пристроєм для розпилення добрив і пестицидів.

## Модифікації
- AT-802 — Двомісний сільськогосподарський та навчально-тренувальний літак.
- AT-802A — одномісна модифікація літака Model AT-802 з тієї ж силовою установкою і близькими ваговими даними
- AT-802AF — одномісна протипожежна версія літака Model AT-802.
- AT-802U — легкий штурмовик, представлений в 2009 р. Закуплено Колумбією і ОАЕ. Командування спеціальних операцій США (USSOCOM) планувало закупівлю AT-802U Sky Warden для своєї програми Armed Overwatch.[1]

## Специфікація (AT-802)
- Екіпаж — 1 пілот
- Довжина — 11,07 м
- Розмах крила — 17,68 м

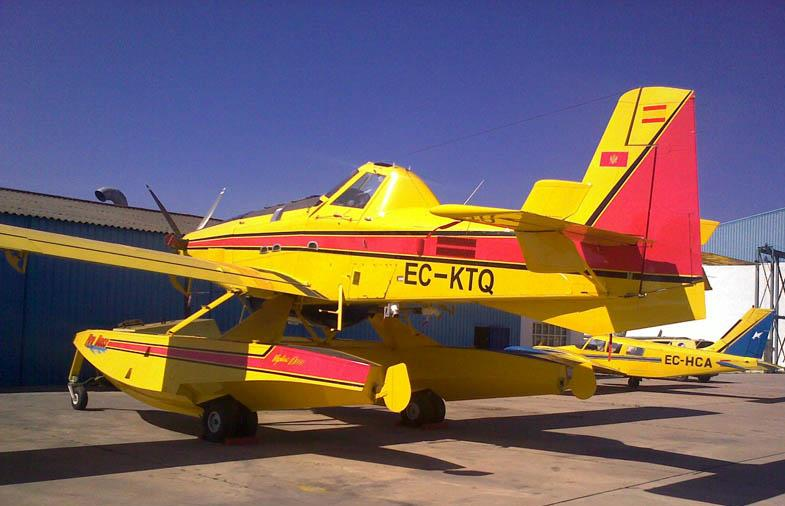
Чорногірська протипожежна модифікація - AT 802 Fire Boss оснащена спеціальними поплавками Wipaire

- Маса порожнього — порожнього спорядженого 2858 кг в сільськогосподарському варіанті і 3025 кг в протипожежному варіанті;
- максимальна злітна 7257 кг
- ємність баків (два бака між двигуном і кабіною і один невеликий бак за кабіною) для хімічних реагентів — до 3066 л.
- Силова установка — один турбогвинтовий двигун Pratt & Whitney Canada PT6A-67AG або −67AF потужністю 1350 к. с.
- Максимальна швидкість — 338 км/год
- Дальність польоту — 805 км
- Місткість паливних баків — до 946 л
- максимальна крейсерська швидкість на висоті 1675 м - 314 км/год
- максимальна швидкопідйомність на рівні моря 244 м/хв
- практична стеля 3960 м